# Memar Əcəmi (métro de Bakou)
Memar Əcəmi est une station de métro azerbaïdjanaise de la ligne 2 du métro de Bakou, située au croisement des rues Javadkhan et Rustam Aliyev dans la ville de Bakou.
Elle est mise en service en 1985.

## Situation sur le réseau
Établie en souterrain, la station Memar Əcəmi est située sur la ligne 2 du métro de Bakou, entre les stations 20 Yanvar, en direction de Xətai, et Cəfər Cabbarlı, en direction de Dərnəgül.

## Histoire
La station XI Gızıl Ordu, réalisée par les architectes T. Khanlarov et O.Y. Shikhaliyev, est mise en service le 31 décembre 1985. Une partie de la décoration est faite de mosaïques d'Ogtaï Chikhaliyev.